# Bennu

El ave Bennu, representada como una Ardea bennuides.

Bennu es un ave mitológica del Antiguo Egipto, el fénix griego. Fue asociada a las crecidas del Nilo, a la muerte y al renacimiento de ahí su vinculación con el sol. Como el Bennu representaba la creación y la renovación, está relacionada con el calendario egipcio.  De hecho, el templo de Bennu era célebre por las clepsidras y otros dispositivos para medir el tiempo que en él se custodiaban.

## Nombre
El nombre Bennu se relaciona con el verbo “wbn,” que significa “ascender en brillo” o “brillar”. Algunos de sus epítetos eran: “el que se convirtió en ser por sí mismo”, “El que asciende” y “Señor del júbilo.”

## Iconografía
| D58 | N35 · W24 | G43 | G39 |

| D58 | N35 · W24 | G43 | G39 |

| D58 | N35 · W24 | G43 | G31 |

| D58 | N35 · W24 | G43 | G31 |

En los Textos de las pirámides, se asocia a la lavandera boyera, considerado el primer animal que representó a esta deidad. En algunas obras de arte del Imperio Nuevo, sin embargo, adopta la apariencia de una garza, tocada con la corona Atef, flanqueada por dos plumas (a modo de cresta). Los particulares caracteres de esta garza permiten asociarla con la extinta garza Bennu (Ardea bennuides), que vivió en los Emiratos Árabes durante el período de la cultura Umm al-Nar (entre 2500 y 2000 años antes de Cristo).
En ocasiones se mostraba como hombre, con cabeza de garza, junto a una persea, el árbol sagrado de Heliópolis, usando ropaje blanco o azul de momia debajo de una larga capa transparente. Con frecuencia, aparece posado en la piedra benben (representando a Ra) o en un sauce del género Salix (símbolo de Osiris). En la Lista de Gardiner, Bennu utiliza el código G31 (aves). Más puede ser descrito como un águila con plumaje rojo y dorado.

## Mitología
Bennu era considerado el ba de Atón, Ra, u Osiris. En el Libro de los Muertos se lee: 

“Yo soy el pájaro Bennu, el ba de Ra, guía de los dioses en la Duat.”

En los mitos vinculados con Heliópolis, Bennu desempeña un papel destacado en la cosmogonía egipcia. Según algunas fuentes, se creó a sí mismo a partir del fuego con que ardía un árbol sagrado en uno de los recintos del templo de Ra. Otras versiones sitúan su origen en el estallido del corazón de Osiris.